# باتشیتسه
باتشیتسه (به چکی: Bačice) یک منطقهٔ مسکونی در جمهوری چک است که در منطقه تربیچ واقع شده‌است.
 باتشیتسه ۵٫۳۳ کیلومتر مربع مساحت و ۲۱۵ نفر جمعیت دارد و ۴۲۵ متر بالاتر از سطح دریا واقع شده‌است.